# Maikaze
Il Maikaze (舞風? lett. "Turbine") è stato un cacciatorpediniere della Marina imperiale giapponese, diciottesima unità della classe Kagero. Fu varato nel marzo 1941 dal cantiere navale Fujinagata, a Osaka.
Appartenente alla 4ª Divisione, nel corso della rapida espansione nipponica nel Sud-est asiatico rimase con il grosso della 2ª Flotta che coprì a distanza le successive operazioni anfibie nelle Filippine, in Malaysia e nelle Indie orientali olandesi, partecipando infine all'incursione giapponese nell'Oceano Indiano pur con un ruolo minore. Transitò quindi con la divisione nella 1ª Flotta aerea del viceammiraglio Chūichi Nagumo e partecipò attivamente alla battaglia delle Midway (4-6 giugno 1942). In quanto parte della copertura di cacciatorpediniere alle portaerei, fu presente alla battaglia delle Salomone Orientali (23-25 agosto) e a quella delle isole Santa Cruz (25-26 ottobre). Partecipò poi all'evacuazione di Guadalcanal e fu quasi centrato il 5 febbraio da una bomba aeronautica, causa di danni di una certa entità che lo costrinsero a rimanere per un certo periodo in Giappone. Dall'estate 1943, comunque, fu quasi sempre assegnato a compiti di scorta/difesa del traffico navale tra le due piazzeforti di Truk e Rabaul, o dall'atollo ai porti giapponesi. A metà febbraio 1944 rimase coinvolto nel massiccio attacco aeronavale statunitense a Truk. Sopravvisse agli attacchi aerei e fuggì dalla laguna il 17 dello stesso con altre unità; fu però intercettato e affondato da navi statunitensi a nord-ovest dell'atollo, senza lasciare alcun sopravvissuto.

## Servizio operativo

### Costruzione
Il cacciatorpediniere Maikaze fu ordinato nell'anno fiscale edito dal governo giapponese nel 1939. La sua chiglia fu impostata nel cantiere navale della ditta Fujinagata, a Osaka, il 22 aprile 1940 e il varo avvenne il 15 marzo 1941; fu completato il 15 luglio dello stesso anno. La nave formò con i gemelli Arashi, Hagikaze e Nowaki la 4ª Divisione cacciatorpediniere, posta alle dipendenze della 4ª Squadriglia della 2ª Flotta.

### 1941-1942
Passato al comando del capitano di fregata Seiji Nakasugi, il 29 novembre 1941 il Maikaze partì con la divisione d'appartenenza e il resto della squadriglia dallo Stretto di Terashima per arrivare, il 2 dicembre, alla base di Mako nelle isole Pescadores. Qui si radunò la parte di 2ª Flotta (guidata dal viceammiraglio Nobutake Kondō) detta "Corpo principale" e che doveva costituire la copertura a distanza per le squadre d'invasione dirette verso la Malesia britannica e le Filippine. Il Maikaze rimase con i gregari a fianco di questa formazione dal 4 dicembre all'11 gennaio 1942, quando tutte le navi rientrarono a Mako per rifornimento e per ripartire il 14 alla volta delle isole Palau. Raggiunte il 18, rappresentarono la base per la flotta di copertura di Kondō, questa volta incaricata di vigilare sulle operazioni nelle Indie orientali olandesi. Il Maikaze e il resto della divisione continuarono a fungere da scorta anche quando il "Corpo principale" si portò alla baia Staring a Celebes, più vicina alla zona d'operazioni, e quando salpò per posizionarsi a sud dell'isola di Giava allo scopo di perfezionarne il blocco. In seguito alla conquista dell'isola e alla conclusione della campagna delle Indie orientali olandesi, il Maikaze fu distaccato e posto a difesa di un gruppo di petroliere, a sua volta assegnato al rifornimento della 1ª Flotta aerea che, all'inizio di aprile, eseguì una riuscita incursione nell'Oceano Indiano. La flotta ripiegò verso Singapore e da lì alla volta del Giappone ma, durante la navigazione, il Maikaze e l'Hagikaze ebbero ordine di proteggere la 5ª Divisione portaerei (Shokaku, Zuikaku) dirottata a Mako; si riunirono alla squadra il 19 aprile e arrivarono il 22 a Yokosuka, dove furono revisionati. Il Maikaze poté tornare nei ranghi della 4ª Divisione, intanto trasferita alla 1ª Flotta aerea, e il 5 maggio passò al comando del capitano di fregata Jūichi Iwagami. Tra il 4 e il 6 giugno fu coinvolto direttamente nella battaglia delle Midway, essendo parte della copertura delle portaerei; sostenne i primi attacchi dei velivoli statunitensi, ma poté fare poco quando, attorno alle 10:30 del 4 giugno, si verificò un improvviso e coordinato attacco di bombardieri in picchiata: con l'Hagikaze ebbe ordine di assistere la Kaga, devastata da quattro ordigni e in preda a un grande incendio. Nel tardo pomeriggio divenne chiaro che la portaerei era ormai spacciata e i circa 1000 superstiti furono presi a bordo dai due cacciatorpediniere. La Kaga saltò in aria poco dopo e affondò.
Subito dopo il ripiegamento generale della Marina imperiale, il Maikaze e il resto della 4ª Divisione assunsero la difesa della portaerei Zuiho diretta a Ominato e quindi nelle acque delle isole Aleutine; vi si concentrò la Flotta combinata per parare eventuali mosse statunitensi contro Attu e Kiska, appena occupate, ma senza imbattersi nella United States Navy. Il 12 luglio le navi tornarono in porto e, due giorni più tardi, i cacciatorpediniere della 4ª Divisione furono trasferiti alla 10ª Squadriglia, a sua volta assegnata alla 3ª Flotta: era l'erede della disarticolata 1ª Flotta aerea, sempre al comando del viceammiraglio Nagumo. Un mese più tardi seguì la flotta alla volta di Truk, al largo della quale fu effettuato il rifornimento e il ricongiungimento con la 2ª Flotta, per combattere la battaglia delle Salomone Orientali (23-25 agosto): il Maikaze fu schierato in avanguardia nella squadra del contrammiraglio Hiroaki Abe e non ebbe che un ruolo minore nello scontro. Per tutto settembre partecipò alle regolari uscite della flotta, che incrociava a nord delle isole Salomone. Il 1º ottobre gettò le ancore alle Shortland e due giorni dopo vigilò sulla nave appoggio idrovolanti Nisshin che, nottetempo, scaricò uomini e materiali a Guadalcanal; il 6 trasferì sull'isola altre truppe e così il 9. Due giorni dopo lasciò l'arcipelago, fece ritorno a Truk e il 25-26 ottobre partecipò alla battaglia delle isole Santa Cruz a fianco delle portaerei, delle quali la Shokaku e la Zuiho furono danneggiate: il Maikaze le scortò nel rientro alla base che lasciò il 2 novembre con la Shokaku, l'Arashi e il Nowaki, per scortarla sino a Kure, dove fu riparato. Tra il 1º e il 10 dicembre si spostò dalla città a Truk e quindi alle Shortland, ma già il 13 tornava all'atollo con il Nowaki avariato al traino.

### 1943
All'inizio del gennaio 1943 il Maikaze gettà le ancore alla piazzaforte di Rabaul e fu provvisoriamente aggregato alla 17ª Divisione cacciatorpediniere (Urakaze, Tanikaze, Hamakaze, Isokaze); con essa prese il mare il 5 per accompagnare un convoglio a Lae in Nuova Guinea e l'operazione riuscì, pur a prezzo di due trasporti affondati in attacchi aerei. In collaborazione con lo Isokaze, il Maikaze sventò inoltre l'attacco del sommergibile USS Argonaut e i due cacciatorpediniere lo affondarono il 10 gennaio, poco prima di rientrare a Rabaul. Il 14 fece parte di una missione del Tokyo Express che riuscì ma, sulla rotta del ritorno, gli attacchi aerei immobilizzarono l'Arashi e il Maikaze lo assisté fino a quando non riuscì a rimettere in funzione il timone. Il 23 gennaio completò un trasporto truppe alla baia di Rekata (Santa Isabel) e il 25 coprì altri cacciatorpediniere che sbarcarono soldati sull'isola di Kolombangara. Con la medesima funzione di picchetto partecipò all'evacuazione finale di Guadalcanal e, nelle prime ore del 5 febbraio, fu quasi centrato da una bomba; l'esplosione fu comunque abbastanza potente da fessurare lo scafo e causare l'allagamento della sala motori. Trainato dal Nagatsuki alle Shortland, riuscì ad arrivare con i propri mezzi a Truk per riparazioni d'emergenza. Poté riprendere il mare solo il 6 marzo, insieme all'Hamakaze danneggiato che si trascinava dietro il cacciatorpediniere Michishio fuori uso; raggiunse Yokosuka dieci giorni più tardi e poté essere riparato convenientemente. Il Maikaze potenziò anche la contraerea, rimpiazzando gli impianti binati di cannoni Type 96 da 25 mm ai lati del fumaiolo posteriore con due installazioni triple; una coppia di Type 96 fu invece aggiunta davanti alla torre di comando, su una piattaforma appositamente eretta. Fu infine dotato di un radar Type 22 per bersagli navali, piazzato su una piccola piattaforma all'albero tripode prodiero, opportunamente rinforzato. Alla base dell'albero stesso fu costruita una piccola camera per gli operatori.
Il 22 giugno passò agli ordini del capitano di corvetta Tsutomu Hagio. Il 23 salpò da Yokosuka con il Sazanami per accompagnare la Taiyo a Truk, raggiunta il 28. A inizio agosto rimase a fianco di un convoglio che fece sbarcare rinforzi a Rabaul e tornò il 5 all'atollo. Dal 12 agosto al 2 settembre fu, con i cacciatorpediniere Akebono, Shiratsuyu, Ushio e il gregario Nowaki, a fianco della piccola portaerei Unyo che fece la spola tra Yokosuka e Truk per il trasferimento di aeroplani. La 4ª Divisione, intanto, era stata dimezzata a causa della perdita simultanea dell'Arashi e dell'Hagikaze a inizio agosto; il reparto amputato partecipò il 19 settembre alla sortita in forze della Flotta Combinata da Truk verso l'isola di Wake, bombardata dalla flotta di portaerei statunitensi. Il Maikaze e il Nowaki rimasero vicini alla portaerei Zuiho, ma non si ebbe alcun combattimento e il 25 le navi erano tornate nella laguna. Il 10 salparono in difesa di due navi da trasporto che arrivarono il 17 Shanghai, caricarono una parte della 17ª Divisione fanteria e ripartirono con rotta su Truk: uno dei trasporti fu silurato e i due cacciatorpediniere recuperarono circa 1000 naufraghi, che fecero scendere il 30 ottobre all'atollo. A inizio novembre la 4ª Divisione (ora irrobustita dallo Yamagumo) prese il mare per accompagnare un convoglio a Rabaul, ma la missione fu annullata per l'eccessiva attività aerea statunitense sulla piazzaforte; fu portata a termine il 12. Il giorno dopo il Maikaze e il resto della divisione, carichi di equipaggi aeronautici della 1ª Divisione portaerei, tornarono a Truk. Tra il 25 novembre e il 7 dicembre la divisione fu affiancata a una petroliera che uscì in mare al seguito di una sortita di un gruppo da battaglia giapponese, inviato nella zona delle isole Marshall in preparazione a un contrattacco nelle isole Gilbert (massicciamente investite dalla Quinta Flotta statunitense) ma mobilitato troppo tardi. L'11 dicembre il Maikaze e i gregari lasciarono Truk per scortare a Sasebo le navi da battaglia veloci Kongo e Haruna, arrivarono il 16 e il Maikaze rimase in porto per revisione. Fu altresì rimossa la torretta sopraelevata di poppa per fare spazio a due installazioni triple di Type 96 da 25 mm; furono poi tolti i paramine, la riserva di bombe di profondità fu accresciuta a trentasei e furono aggiunte attrezzature per meglio manovrare gli ordigni.

### 1944 e l'affondamento

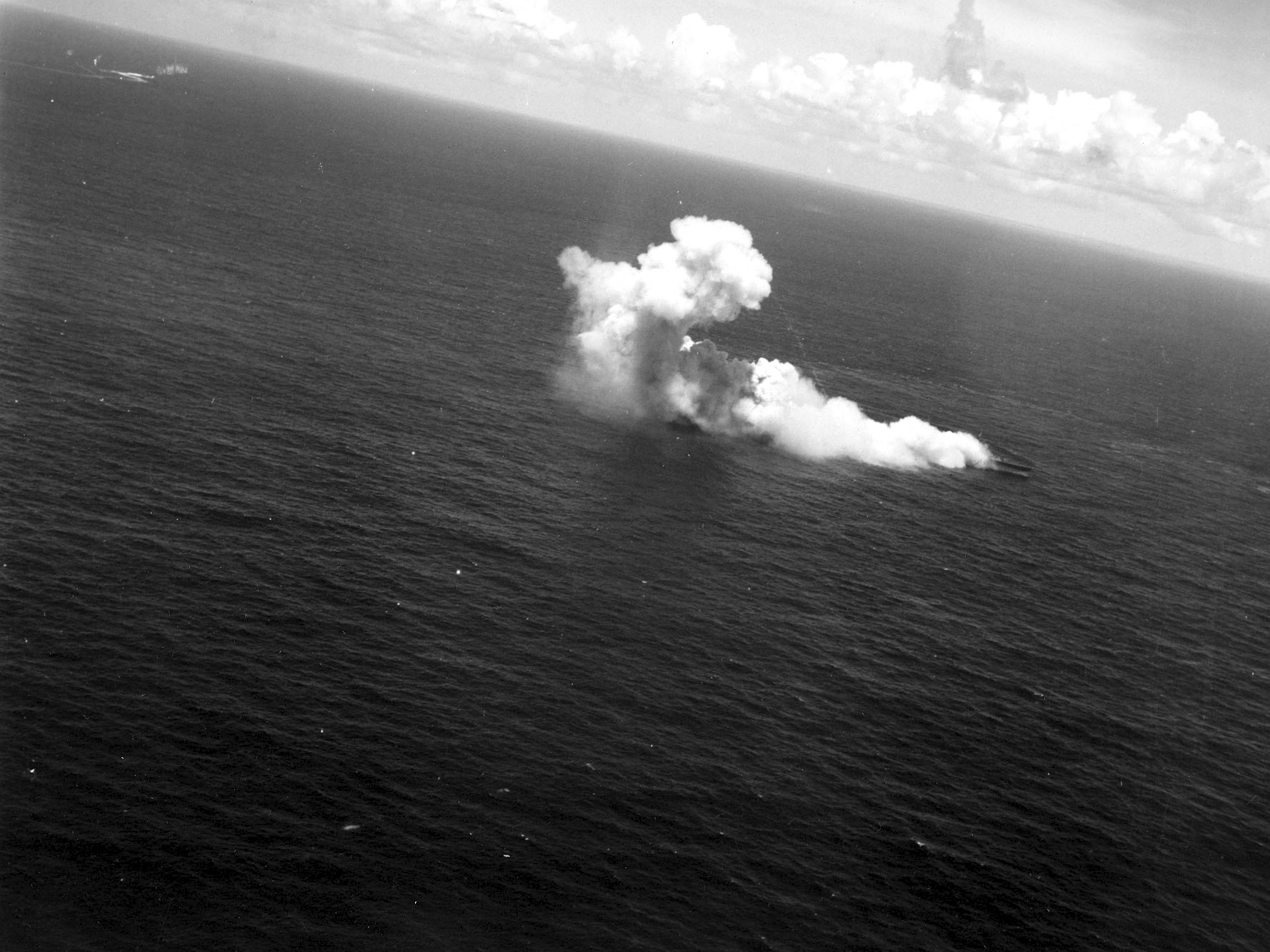
L'incrociatore Katori (in primo piano, quasi coperto dal fumo) e il Maikaze (in alto a sinistra) tentano la fuga dall'atollo di Truk

Mentre era fermo in porto il Maikaze era stato selezionato quale nuova nave ammiraglia della 4ª Divisione e, pertanto, aveva accolto a bordo il capitano di vascello Kenma Isohisa con il relativo stato maggiore. Il 4 gennaio 1944 salpò con il gemello Nowaki e la 21ª Divisione cacciatorpediniere (Wakaba, Hatsuharu, Hatsushimo) per riaccompagnare a Truk le portaerei Zuiho, Unyo e l'incrociatore pesante Atago. Il viaggio si concluse senza incidenti cinque giorni più tardi e il Maikaze rimase nella zona nei giorni seguenti; si allontanò il 19 di scorta a una nave da carico diretta a Rabaul e da questa base, il 24, salpò carico di truppe che fece scendere a Lorengau nelle isole dell'Ammiragliato il 25. Ripartì subito ed effettuò il ricongiugimento con la nave da carico al largo di Kavieng, prima di rientrare il 28 a Truk. Tra il 30 gennaio e il 12 febbraio fu impegnato in una missione di scorta a un convoglio che fece la spola tra le due importanti basi. L'atollo, tuttavia, era divenuto sempre meno sicuro per il crollo delle posizioni giapponesi nelle isole Gilbert e soprattutto da quando, a gennaio, la potente Quinta Flotta statunitense aveva attaccato le isole Marshall e aveva protetto sbarchi a Kwajalein e Majuro. Per la metà di febbraio le unità più grandi o più importanti avevano già lasciato la grande laguna, dove però rimanevano decine tra mercantili, petroliere, otto cacciatorpediniere e tre incrociatori leggeri. Il 16 febbraio la Task Force 58 di portaerei di squadra colpì Truk con una pesante incursione e inflisse gravi perdite ai giapponesi; gli alti comandi organizzarono perciò l'evacuazione in massa di tutte le navi ancora presenti. La mattina del 17 il Maikaze, con il Nowaki, l'incrociatore leggero Katori, quello ausiliario Akagi Maru e un posamine, uscì dall'atollo attraverso il passaggio settentrionale mentre gli statunitensi rinnovavano gli attacchi aerei, che provocarono la distruzione dell'Akagi Maru. La fuga della piccola formazione fu riferita a un gruppo distaccato centrato attorno alle navi da battaglia USS Iowa, USS New Jersey e gli incrociatori pesanti USS New Orleans e USS Minneapolis: era stato inviato dal viceammiraglio Raymond Spruance proprio per pattugliare gli accessi alla laguna e bloccare i giapponesi. L'intercettazione avvenne poco fuori Truk e si sviluppò una battaglia impari; il Maikaze lanciò anche dei siluri, senza successo, e fu distrutto da una serie di granate da 203 mm. Scosso da esplosioni, affondò alle 13:43 mentre l'equipaggio continuava a sparare con i pezzi principali da 127 mm: non ci furono superstiti. Nello stesso punto 40 miglia a nord-ovest di Truk (7°45′N 151°20′E) furono colati a picco il posamine e il Katori; solo il Nowaki riuscì a salvarsi.
Il 31 marzo 1944 il Maikaze fu cancellato dalla lista del naviglio in servizio.